# ひろしま満点ママ!!
『ひろしま満点ママ!!』（ひろしままんてんママ!!）は、テレビ新広島で2000年（平成12年）3月から平日の午前に生放送されている情報番組。毎週月曜日から木曜日 9:50 - 11:00（JST）及び金曜日 9:50 - 10:55（JST）に放送されている。略称は『満点ママ!!』。

## 概要
それまで6年間放送された『どっこい!神田の日めくりテレビ』（1994 - 2000年放送）の後継番組にあたる。
グルメやファッション、流行の特集やイタリアン、中華、スイーツといった曜日ごとにテーマの変わる料理コーナーなど主婦向けのコーナーがある一方、広島県内の県道や鉄道の沿線にあるお店などを紹介したり、中国地方各地を旅する特集もある。
2006年9月からスタジオのみハイビジョン放送開始、取材映像は当初は4:3SDで在ったが、現在はサブマスターのハイビジョン対応化で、殆どがハイビジョン映像となり、放送テロップもハイビジョン対応。「いいものプレミアム」はハイビジョン化が遅れた。
2008年9月1日、番組の放送2000回を達成。記念に「まんてん文庫」を全5冊発売。
2011年10月24日から2013年3月31日まで、料理コーナーのレシピを動画で公開する月額定額のサービス『満点クッキングレシピショウ』を行っていた。
2012年12月7日、番組の放送3000回を達成。
2014年5月31日〜6月1日に開催された「ロハスフェスタ in 広島」にコラボレーションとして参加。
2020年4月より番組の20周年。
2021年4月26日、番組の放送5000回を達成。
2025年2月7日、放送開始25周年と結成25周年のPerfumeがコラボし、TSS開局50周年記念特別番組として『ひろしま満点Perfume』を放送。

## 放送日時
- 毎週月曜日 - 木曜日 9:50 - 11:00（JST）
- 毎週金曜日 9:50 - 10:55（JST）

お盆と重なる週及び年末年始（基本的に12月の最終週及び1月の最初の週）は原則放送休止。その場合であっても、当該時間帯にフジテレビ他一部地域で放送されている『ノンストップ!』の臨時ネットは行わず、テレビアニメ、バラエティ、ドラマ等の番組の再放送や遅れネット番組を放送。
2021年は2020年東京オリンピック中継の関係上、例年より早めの7月最終週と8月第1週を休止期間とするため、本番組の時間帯にはオリンピック中継および穴埋め番組を放送し（『ノンストップ!』は通常通り非ネット）、8月第2週の9日より再開する。
2023年は7月24日 - 8月5日まで休止して『タカトシ温水の路線バスで!』の集中放送を行い、8月7日 - 11日に本番組の過去の放送分からの傑作選を放送し、通常金曜のみの『満点ママ!!プラス』を月 - 金曜に拡大した。その後8月14日より通常通りの生放送を再開した。
FNNの冠が付く報道特別番組やゴルフなどのスポーツ中継がある時も休止になる。
2023年3月までは、月曜 - 木曜が9:50 - 11:25まで、金曜が11:20までだったが、4月より放送時間が30分短縮された。2024年4月からは上記の時間となり、短縮された時間帯はテレビショッピング（番組表では『ここからっ! モール』→『ずきゅん。モール』と表記。担当する業者は随時異なる）または単発特別番組の放送枠に充てられた。

## 主なコーナー
日替わり特集
月曜日
- どこいる?LIVE
- まんてんき（田代香子）
- 月曜リサーチ 知っとった?（久保田夏菜、村上果穂→河野行恵）
- 赤ちゃんスマイル通信
  - 月2回放送

火曜日
- 街推し!スタンプラリー（井上恵津子）
- 川っぺりジャーニー（棚田徹、久保田夏菜）

水曜日
- 気象予報士青坂匠のあおテン（青坂匠）[注釈 4]
- いまからいくけんどう2（森本久美子）

木曜日
- 地元っ子に聞いてみた!（ボールボーイ佐竹佑一、高田萌子 / 前田拓磨）
  - 2022年4月から2025年3月20日までは中西敦子が出演
  - 2022年10月20日は中西の代役として木村仁美が出演
  - 2025年4月からは佐竹と高田、もしくは佐竹と前田で出演
- VS覇気（安部友裕）
- まんてん防災DAY
  - 月1回放送

金曜日
- 行きたくナル食堂（梶谷羽奈、辰已麗）
  - 2025年3月までは前田拓磨が出演
  - 2025年4月からは梶谷、辰已が隔週で出演
- 道の駅Live!来んさいねい（さいねい龍二・TSSアナウンサー〈河野行恵など〉）※この場合MCは前田が代行
  - 毎週第1金曜日放送
- ちょこっとスポラバ （山内泰幸、野川諭生）
  - 2021年は新型コロナウイルス感染拡大対策による分散措置で、山内がコメンテーター兼任で政田マリとの交互出演となった関係により、出演がない週はコーナーを休止し、『そうだ お寺、見に行こう。』を放送（この場合山内は『TSSライク!』またはナイター中継にのみ出演。前日に試合があった場合は簡単に結果を紹介することがある）。西山がMCに回ってからは野川が担当。
  - 野川が担当しない場合は、深井瞬や前田拓磨ら他のTSSアナウンサーが担当。
- そうだ お寺、見に行こう。（西山穂乃加→前田拓磨または河野行恵、政田マリ）
  - 山内が出演の週はコーナーを休止し、『ちょこっとスポラバ』を放送。
    - 祝日など山内と政田が同時出演する場合は、どちらのコーナーを放送するか、両方行うかが異なる。

  - 2022年9月23日放送分は、西山の代役をさいねいが担当
- 銭湯～く（さいねい龍二、前田拓磨）
- 見にきて!Kawaiiうちの子

情報スパイス
藤岡なお、珠居亜弥が商品・企業・イベントなどの情報を伝える。
満点ニュースナビ
最新のニュースを報道センターから伝える。本番組レギュラーのアナウンサーが出演日以外に担当する場合もある。
満点クッキングレシピショウ
料理コーナー。スマートフォンアプリ「満点レシピ　今日もおいしい・れ」と連動している。

## 出演者
| ポジション     | 担当曜日                                                       | 担当曜日                                         | 担当曜日                       | 担当曜日                               | 担当曜日                           |
| ポジション     | 月                                                             | 火                                               | 水                             | 木                                     | 金                                 |
| -------------- | -------------------------------------------------------------- | ------------------------------------------------ | ------------------------------ | -------------------------------------- | ---------------------------------- |
| 司会           | 棚田徹                                                         | 棚田徹                                           | 棚田徹                         | 棚田徹                                 | さいねい龍二 前田拓磨              |
| 司会           | 中西敦子                                                       | 中西敦子                                         | 中西敦子                       | 古沢知子                               | 古沢知子                           |
| レポーター     | 河野行恵                                                       | 井上恵津子                                       | 森本久美子                     | ボールボーイ佐竹佑一 高田萌子 前田拓磨 | 梶谷羽奈 辰已麗 河野行恵           |
| コメンテーター | 中島尚樹 中田廉 （原則隔週交代）                               | さいねい龍二                                     | 和泉崇司 平木久惠（不定期）    |                                        | 政田マリ 山内泰幸 （原則隔週交替） |
| コーナー担当   | ＜どこいる?LIVE＞ ボールボーイ佐竹佑一 ＜まんてんき＞ 田代香子 |                                                  | ＜あおテン＞ 青坂匠            |                                        | 政田マリ 山内泰幸 （原則隔週交替） |
| 情報スパイス   | 藤岡なお・珠居亜弥（隔週交替）                                 | 藤岡なお・珠居亜弥（隔週交替）                   | 藤岡なお・珠居亜弥（隔週交替） | 藤岡なお・珠居亜弥（隔週交替）         | 藤岡なお・珠居亜弥（隔週交替）     |
| お料理コーナー |                                                                | さいねい龍二 谷口誠治 石本友記 今井俊佑 鶴田直也 |                                | 棚田徹 大倉まゆみ 佐伯由利香           |                                    |

備考
- 上記以外のテレビ新広島のアナウンサー（深井瞬など。過去のレギュラー経験者を含む）がレポーターや「満点ニュースナビ」担当、番組レギュラーの代役で出演することがある。また、衣笠・河野・野川・中西・前田・梶谷・辰已が「満点ニュースナビ」を担当することもある。
- 天野陽子は古沢の不在期間の2004年4月 - 2007年3月まで司会を担当。また棚田が不在の場合は金田祐幸、青坂匠（2018年6月まで）、衣笠梨代、野川諭生が代理で司会を務めたことがあった。
- 曜日ごとに異なる数組のレポーターが出演する。広島ローカルタレントや森本ケンタ（シンガーソングライター）やよしもと広島所属お笑い芸人（ボールボーイ佐竹佑一、藩飛礼）などが出演する。
- かつて棚田と古沢は同時期に『tssスーパータイム』のキャスターとして活躍していた。
- 天野陽子は2018年から産休・育休中。金曜コーナー「やまとなでしこ旅日和。」での島根ロケリポーターは河野が担当、但し、国光が島根ロケに行くこともあった。
- 古沢は2018年5月3日から2022年9月まで急性骨髄性白血病で番組を休演（当初は1年から1年半の予定と発表されていた。休演当初は病気内容は非公表だったが、2020年4月6日放送分で病状を公表）。TSSアナウンサーと満点ママファミリーが日替わりでMCを務めていた。
- 久保田夏菜は2019年11月7日 - 2020年4月2日まで一度目の産休。木曜日コーナーのレポーターは岡崎花帆子・藤岡なお（2020年4月2日のみ）が代行。2022年10月から二度目の産休に入り、入れ替わる形で古沢が復帰した。
- 2020年4月最終週より、新型コロナウイルス感染防止対策による分散勤務のための当分の間の措置として、月曜は棚田・森本、火・水曜は棚田・河野、木・金曜は西山・野川の司会としていた。その後木曜は棚田・河野の司会に変更された。
- 2021年2月22日より新社屋が稼働し、『TSSライク!』がスタートしたことから一部出演者の変更があり、金曜は西山・河野の司会となり、木曜のコーナーは中西と市場のいずれかが担当することになった。また、西山・河野・市場・中西は本番組と『TSSライク!』とを掛け持ちすることがある。
- 河野が2021年7月23日の出演を最後に産休するため、翌週からの一部曜日での東京オリンピック中継や、出演者の休暇を兼ねた休止期間を挟んだ後の8月9日からは月 - 木曜は棚田と森本（月曜）・久保田（火曜）・中西（水曜）・西山（木曜）が、金曜はさいねいと西山がメインとなった。その後、数回の入れ替わりがあり、2022年10月から上記の担当となった。
- 2021年7月に西山が膝の治療で入院した際の金曜には、16日は久保田夏菜が、23日は棚田が代役で出演した。
- 広島東洋カープの春季キャンプの中継を番組中で行う場合、2023年2月3日の放送分では、西山と山内が現地から中継で出演し、司会は棚田とさいねいが担当。金曜レギュラーは政田が出演した。
- 棚田は新型コロナウイルス感染による休養中の2022年3月で定年退職したが、4月からフリーアナウンサーの立場で引き続き出演している。
- 月 - 水曜司会と木曜の「地元っこに聞いてみた」担当の中西が2024年5月に大韓民国で開催されたドローンサッカー世界大会に日本ドローンサッカー連盟広島支部（テレビ新広島が運営）代表選手として参加するために休演した5月6日 - 8日と、木曜司会の古沢が休演した9日・10日は、河野が代理で司会を務めた。また9日については「地元っこに聞いてみた」のスタジオパートを佐竹が単独で担当した（VTRパートは中西も出演）。

### 過去のコーナー
太字で記されているコーナーは、フジテレビ制作の『ノンストップ!』のコーナーをネット受けしたもの。事前に番組素材の提供を受けて、自社送出していた。
- 月曜
  - グルメ!美味しいでSHOW（西山穂乃加）
  - 聞いてよれれモン！ぼくらのキモチ（河野行恵）
  - 認定!ぶち旨グルメ（国光かよこ）

2022年4月から2023年3月にかけて放送。
- 火曜
  - ひろしま人どっちなんじゃろ!?（河野行恵）
  - 街あそびウォーク （井上恵津子）
  - クボカナの田舎暮らし（久保田夏菜、棚田徹（棚田工務店））
- 水曜
  - あの町へ駅んさい （森本久美子）
- 木曜
  - OKIRAKUツアーズ（藤岡なおとヤルキスト / 藤岡なおとボールボーイ佐竹佑一） 隔週出演
  - OKIRAKU GoToツアーズ（佐竹 / ヤルキストみるきー） 隔週出演
- 金曜
  - 週末行きたい!おでかけ情報（泉田文佳 - 勝手に広島おでかけ大使、2019年1月25日 - 終了）
- 全曜日
  - がんばる広島人（久保田夏菜）
  - いただきグルメ部（国光かよこ、梶谷羽奈）
  - やまとなでしこ旅日和（中西敦子）
  - さいねい龍二の湯るっとバス旅（さいねい龍二）
  - dinosいいものプレミアム
2023年3月まで放送。同コーナーの打ち切り後、放送時間が短縮されている。
  - ぼさにまる
テレビアニメ。先行ネットかつ日本最速での放送。

### 過去の出演者
| 期間      | 期間      | 男性    | 男性     | 男性                  | 女性                  | 女性       | 女性       | 女性       | 女性                |
| 期間      | 期間      | 月 - 水 | 木       | 金                    | 月                    | 火         | 水         | 木         | 金                  |
| --------- | --------- | ------- | -------- | --------------------- | --------------------- | ---------- | ---------- | ---------- | ------------------- |
| 2000.3.20 | 2004.3.26 | 棚田徹  | 棚田徹   | 棚田徹                | 古沢知子              | 古沢知子   | 古沢知子   | 古沢知子   | 古沢知子            |
| 2004.3.29 | 2007.3.30 | 棚田徹  | 棚田徹   | 棚田徹                | 天野陽子              | 天野陽子   | 天野陽子   | 天野陽子   | 天野陽子            |
| 2007.4.2  | 2018.5.2  | 棚田徹  | 棚田徹   | 棚田徹                | 古沢知子              | 古沢知子   | 古沢知子   | 古沢知子   | 古沢知子            |
| 2018.5.3  | 2020.4.3  | 棚田徹  | 棚田徹   | 棚田徹                | 森本久美子            | 河野行恵   | 河野行恵   | 河野行恵   | 西山穂乃加          |
| 2020.4.6  | 2020.5.1  | 棚田徹  | 野川諭生 | 野川諭生              | 森本久美子            | 河野行恵   | 河野行恵   | 西山穂乃加 | 西山穂乃加          |
| 2020.5.4  | 2021.2.19 | 棚田徹  | 棚田徹   | 野川諭生              | 森本久美子            | 河野行恵   | 河野行恵   | 河野行恵   | 西山穂乃加          |
| 2021.2.22 | 2021.7.23 | 棚田徹  | 棚田徹   | （不在）              | 森本久美子            | 河野行恵   | 河野行恵   | 河野行恵   | 西山穂乃加 河野行恵 |
| 2021.8.9  | 2022.4.1  | 棚田徹  | 棚田徹   | さいねい龍二          | 森本久美子 西山穂乃加 | 久保田夏菜 | 中西敦子   | 西山穂乃加 | 西山穂乃加          |
| 2022.4.4  | 2022.9.30 | 棚田徹  | 棚田徹   | さいねい龍二          | 西山穂乃加            | 久保田夏菜 | 西山穂乃加 | 森本久美子 | 西山穂乃加          |
| 2022.10.3 | 2023.3.31 | 棚田徹  | 棚田徹   | さいねい龍二          | 西山穂乃加            | 古沢知子   | 西山穂乃加 | 古沢知子   | 西山穂乃加          |
| 2023.4.3  | 2023.9.29 | 棚田徹  | 棚田徹   | さいねい龍二          | 古沢知子              | 西山穂乃加 | 西山穂乃加 | 古沢知子   | 西山穂乃加          |
| 2023.10.2 | 2024.3.29 | 棚田徹  | 棚田徹   | さいねい龍二          | 中西敦子              | 中西敦子   | 中西敦子   | 古沢知子   | 古沢知子            |
| 2024.4.1  | 現在      | 棚田徹  | 棚田徹   | さいねい龍二 前田拓磨 | 中西敦子              | 中西敦子   | 中西敦子   | 古沢知子   | 古沢知子            |

- 石橋竜史
- 長田佳子
- あらきあきゆき
- 寺沢知佳子
- 叶丸未来
- 脇田浩之（2015年3月）
- 吉宗五十鈴（2015年3月）
- 堀田奈津水（2015年3月）
- 宮部てつお（2015年3月）
- 代元三（2015年3月）
- 古田麗（2015年3月）
- 静村かずえ（2015年3月）
- 森脇修（2015年3月）
- WANTED（2015年3月）
- ボールボーイ・横山貴規（2016年3月）
- 波田健一（2016年3月）※TSS社員・気象予報士
- 佛園桃子（2016年9月）
- 田中都和子（2017年3月）
- 中谷雪乃（2017年3月）※気象予報士
- 船越悠希（2018年3月）
- 藩飛礼（2014年 - 2018年3月）
- 青坂匠（ - 2018年）
- 浅田真由（2012年4月 - 2018年3月）
- 森本ケンタ（2007年4月 - 2019年3月）
- 岡崎花帆子（ - 2020年3月）
- 下程ひかり（ - 2020年9月）
- 広重未奈（ - 2022年3月）
- 国光かよこ（2000年4月 - 2024年3月）
- 朝山正悟（2021年2月 - 2024年6月）
- 沖光光子（2000年4月 - 2025年4月）

## 過去のオープニング曲
- beret「ここに居る理由」（2000年）
- beret「ムテキノリアリズム」（2003年）
- Melody.「Simple As That」（2004年）
- ナチュラル ハイ「NATURAL HIGH!」（2006年）
- NAOTO「Brace up!」（2007年 - 2008年）
- NAOTO「Brand New Days」(2008年 - 2010年)
- 森本ケンタ「Good Day」（2010年 - 2014年）
- 久和田佳代「ママよ助けて」(2014年 - 2015年)
- NAOTO & 柏木広樹「Glowing」（2015年 - 2017年）
- NAOTO「Precious day」（2017年 - 2020年）
- NAOTO & ヤルキストみるきー「ありがと、ママ」（2020年 - 2022年）
- NAOTO「Morning Steps」（2022年 - 2024年）

## 番組キャラクター
- タッフィー（開始当初の2000年4月 - ）ロバ。棚田をモチーフにデザインしたキャラクター。番組当初からオープニングCGに登場し続けている。
- Fママ（2012年4月 - ）ローマ字のFをモチーフに、顔は古沢をデザインしたキャラクター。
- れれモン（2013年11月 - ）棚田デザインの広島レモンをモチーフにデザインしたキャラクター。

## スタッフ
- 美術：SCENE CORPORATION
- 照明：SHINOMOTO
- スタイリスト：NCM
- 協力：さくら組、クラフトワン
- イラスト：なかさこかずひこ
- ディレクター：山本彩美、直野楓、田中真二、山本文恵、吉田みゆき、足立桐哉、下森勇大、島内美智子、脇坂嘉男、豊田香月、堀井貴宏、藤井侑介、大塚謙一、下岡香織、木村亮平、屋野丸銀司
- 技術：大西克哉、坂本良太、大西克哉、三戸博信、大谷裕一郎、高橋靖弘
- アシスタントプロデューサー：東條大祐
- プロデューサー：清水弘美、藤本真由美
- 制作協力：TSSプロダクション
- 制作著作：TSS

## 関連商品

### まんてん文庫
2008年9月12日発売。過去に放送した内容をまとめたものとなる。
1. 満点ママスタッフの口こみグルメ　ISBN 978-4-862500717
2. おいしい幸せをおとりよせ　ISBN 978-4-862500731
3. 広島チョイ旅もっといまからいくけんどう　ISBN 978-4-862500755
4. うれしさ満点スイーツ&パン　ISBN 978-4-862500724
5. 満点ママのカンタン料理レシピ　ISBN 978-4-862500748

## その他
- 2018年7月10日から7月13日までの放送では、平成30年7月豪雨による災害状況やライフラインを被災地から生リポートして新情報を報道する通常放送と異なる内容で放送。また、放送時間は通常の60分短縮版（火曜日から木曜日までは9:50 - 10:25、金曜日は9:50 - 10:20）で放送。尚、残りの通常放送枠は『タカトシ&温水の路線バスの旅』を放送。
- 2020年4月13日より、新型コロナウイルス感染拡大対策により当面の措置として9:50 - 10:55に縮小し、11:25までは『中川家&コント』（BSフジ）などの遅れネット番組や、放送枠買取によるテレビショッピング番組などで穴埋めしていたが、7月13日から通常編成に戻った。
- 2021年2月15日から2月19日の本番組と、2月20日の『全力応援 スポーツLOVERS』は、2月22日から放送業務を開始する新社屋への移転作業のために休止された。期間中、本番組の枠は『タカトシ&温水の路線バスの旅』の遅れネットとテレビショッピング番組で（『ノンストップ!』は通常通り非ネット）、『スポーツLOVERS』の枠は『もしもツアーズ』の臨時同時ネット（連動データ放送も実施）で穴埋めする。